# تغلولو
تغلولو هي قرية توجد جنوب المغرب تضم مجموعة من الدواوير،(ادلحسن .ادازن .مكوك.اتوابن.امزيلن.تلات...) وتنتمي إلى جماعة إيبضر قيادة إيبضر دائرة الاخصاص إقليم سيدي إفني جهة كلميم واد نون
تتميز تغلولو بمناخها شبه الصحراوي
يوجد في تغلولو سوق أسبوعي يسمى: (لخميس نِْ تغلولو) وكذا ضريح الوالي الصالح «سيدي امحمد ايدير» إلى جانب المدرسة العتيقة سيدي امحمد ايدير.
ينظم سنوياً في المنطقة موسم دينيّ في شهر مارس يدعى افقيرن اداولتيت ويعرف هدا الموسم حضوراً كثيفاً من طرف الجالية المقيمة بالخارج والزوار الاخرين،
سمّيت القرية بتغلولو نظراً لتوفرها على ترواث مائية مهمة، لذا، فاسم تغلولو أتى من فعل (تغلغل)،
جاء في «كتاب الزاهر في كلمات الناس» لأبي بكر الأنباري: (والأصل في التغلغل: التوصل والتدخل. ومن ذلك: الماء الغلل، سمي بذلك لأنه يتدخل ويتوصل إلى أصول الأشجار). وفي «معجم ديوان الأدب» للفارابي: (وتَغَلْغَلَ الماءُ في الشَّجَرِ، إذا تَخَلَّلَ الشَّجَرَ)،